# Ryszard Schramm
Ryszard Wiktor Schramm (ur. 8 czerwca 1920 w Poznaniu, zm. 8 grudnia 2007) – polski biolog, taternik i podróżnik.

## Życiorys
Był synem profesora Wiktora Schramma i Natalii z domu Kurnatowskiej. W 1947 ukończył studia chemiczne, a w 1951 biologiczne. Opublikował około dziewięćdziesięciu publikacji naukowych z dziedziny biochemii i fizjologii roślin. W latach 1965–1969 był dziekanem Wydziału Biologii na Uniwersytecie im. Adama Mickiewicza.
W chwili wybuchu II wojny światowej w 1939 przebywał z bliskimi (rodzice, bracia) w rodzinnym majątku Olchowa. Latem 1944, wobec zbliżania się frontu wschodniego, wraz z bratem Jerzym (ur. 1921) został żołnierzem oddziału partyzanckiego AK „Południe” (na początku sierpnia 1944 Ryszard przyjął pseudonim „Jóźwa”, a Jerzy –„Węgiel”) i służył w szeregach V plutonu, dowodzonego przez st. sierż. Piotra Dudycza ps. „Cezar”. Obaj uczestniczyli w akcji „Burza”. 20 września 1944 oddział został rozbrojony przez sowietów.
Był taternikiem i podróżnikiem. W 1936 zapisał się do Polskiego Towarzystwa Tatrzańskiego, a w 1939 odbył kurs w Szkole Taternictwa Klubu Wysokogórskiego. W Tatrach wspinał się od 1947, wytyczając tam 21 nowych dróg. W 1949 jako pierwszy dokonał zimowego wejścia na Mięguszowiecką Przełęcz Wyżnią. W 1955 był w zespole, który przeszedł główną grań Tatr. Brał udział w sześciu wyprawach polarnych na Spitsbergen (ostatnia z nich miała miejsce w 1992), a także w wielu wysokogórskich wyprawach eksploracyjnych: Hindukusz, Atlas Wysoki, Ruwenzori i Darwaz Afgański. W 1979 został zaproszony do The Explorers Club. W 2003 otrzymał nagrodę Super Kolosa.
Ożenił się z córką prof. Jana Rutkowskiego. Jego synem jest historyk Tomasz Schramm.
Został pochowany na Cmentarzu Junikowo w Poznaniu.
Poeta Janusz Szuber napisał wiersz pt. Do Ryszarda Schramma, wydany w tomikach poezji pt. 19 wierszy z 2000, pt. Tam, gdzie niedźwiedzie piwo warzą z 2004 oraz pt. Pianie kogutów z 2008.

## Wybrane publikacje
- Teorie ogólne w naukach przyrodniczych (1993, ISBN 83-232-0518-3),
- Życiorys tatrzański (1995, ISBN 83-7104-012-1),
- Dwa długie dni. T. 1, Szlak bez przydrożnego kurzu (1996, ISBN 83-905801-0-1),
- Dwa długie dni. T. 2, Dzień drugi 1983. Droga do Åsgårdu (1996, ISBN 83-905801-0-1),
- Prywatna podróż pamięci (2003, ISBN 83-87730-76-9).